# Sokovo
Sokovo (nemško Himmelberg) je naselje v Občini Sokovo v Okraju Trg na Koroškem v Avstriji.